# Wzór sumacyjny Abela
Wzór sumacyjny Abela (także: sumowanie przez części Abela) – tożsamość wykorzystywana w analitycznej teorii liczb. Swoją nazwę nosi po nazwisku Nielsa Henrika Abela.

## Treść
Niech {\displaystyle (a_{n})_{n=0}^{\infty }} będzie ciągiem liczb rzeczywistych lub zespolonych. Oznaczmy
{\displaystyle A(t)=\sum _{0\leqslant n\leqslant t}a_{n}.}
Ponadto, niech {\displaystyle f\colon [x,y]\to \mathbb {C} } będzie ciągłą funkcją całkowalną dla liczb rzeczywistych {\displaystyle y>x\geqslant 0.} Wówczas zachodzi równość
{\displaystyle \sum _{x<n\leqslant y}a_{n}f(n)=A(y)f(y)-A(x)f(x)-\int _{x}^{y}A(t)f'(t)dt.}
Wzór można udowodnić, stosując całkowanie przez części całki Riemanna-Stieltjesa funkcji {\displaystyle A} i {\displaystyle f.}